# 吉田秀俊
吉田 秀俊（よしだ ひでとし、1956年11月20日 - ）は、日本の実業家。東京都出身。VAIO株式会社元代表取締役社長。日本ビクター株式会社（現・JVCケンウッド株式会社）元代表取締役社長。エルナー株式会社元代表取締役社長。

## 人物
東京都出身。1980年、上智大学外国語学部ロシア語学科卒業後、同年4月、日本ビクター株式会社（現・JVCケンウッド株式会社）に入社。JVC Deutschland GmbH社長、JVC Europe Limited社長、欧州カンパニー社長を歴任する等、欧州や北米での海外業務経験が豊富である。同社取締役、常務取締役等を経て、2008年、同社代表取締役社長に就任。
2011年、オプトレックス株式会社（現・京セラディスプレイ株式会社）取締役副社長に就任。
2012年、エルナー株式会社顧問に就任。同年3月、同社代表取締役社長に就任。
2017年6月15日、大田義実の後任としてVAIO株式会社代表取締役社長に就任。同社が、ソニー株式会社から独立してから3代目の社長である。2019年8月27日退任。

## 略歴
- 1980年、上智大学外国語学部ロシア語学科卒業後、同年4月、日本ビクター株式会社（現・JVCケンウッド株式会社）入社
- 2006年、同社取締役
- 2008年、同社常務取締役、同年10月、同社代表取締役社長
- 2011年、オプトレックス（後の京セラディスプレイ）取締役副社長
- 2012年、エルナー株式会社顧問、同年3月、同社代表取締役社長
- 2017年6月15日、VAIO株式会社代表取締役社長
- 2019年8月27日、VAIO社長を退任